# 1645 en science
| Années de la science : 1642 - 1643 - 1644 - 1645 - 1646 - 1647 - 1648    |
| Décennies de la science : 1610 - 1620 - 1630 - 1640 - 1650 - 1660 - 1670 |

Cet article présente les faits marquants de l'année 1645 en science.

## Événements

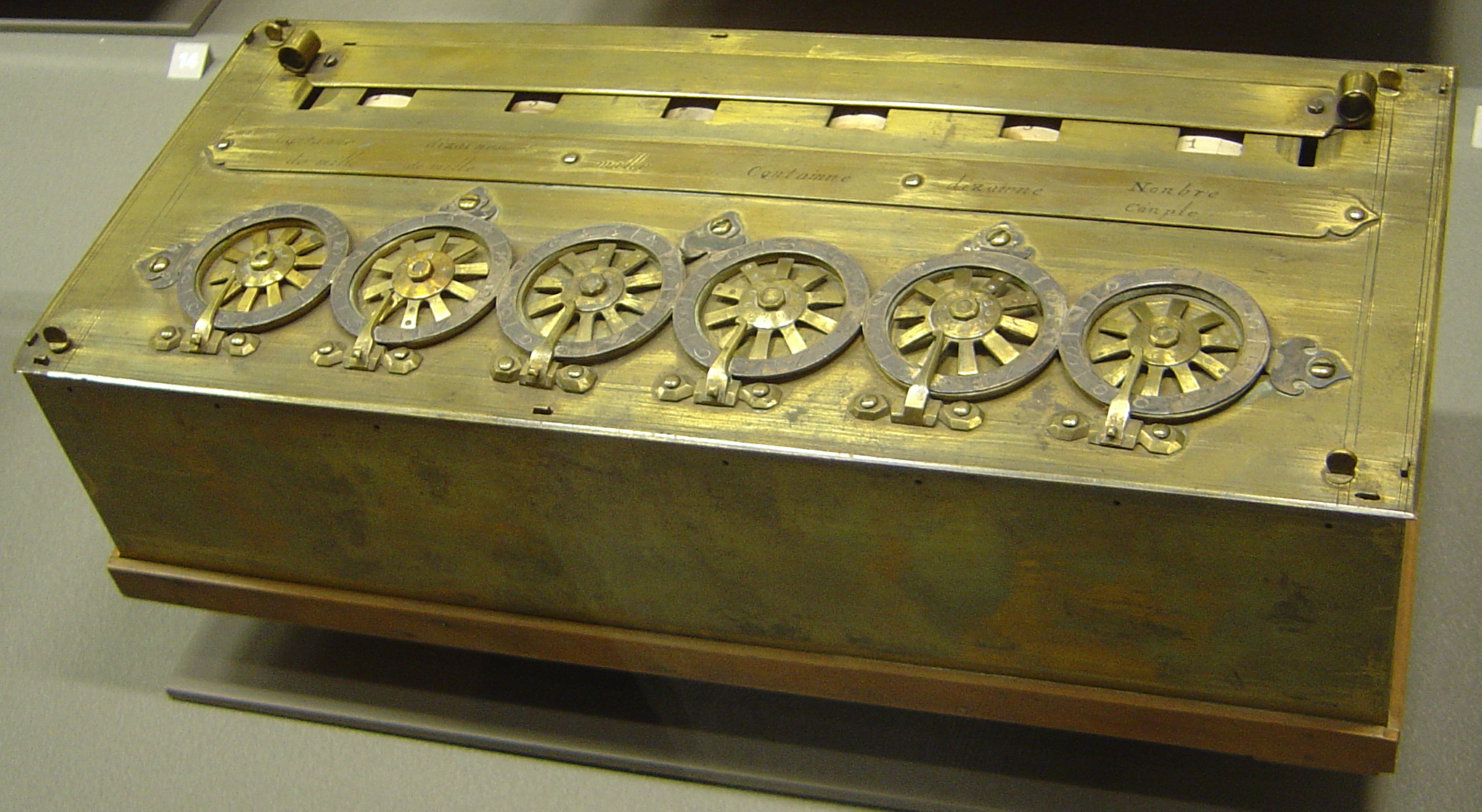
La Pascaline, modèle de 1652.

- Début du minimum de Maunder : diminution prolongé du nombre des taches solaires entre 1645 et 1715[1].
- Blaise Pascal dédie sa « machine arithmétique », la pascaline, au chancelier Séguier[2].

## Publications
- Michael Florent van Langren : Selenographia Langreniana, à Anvers, comportant une carte de la lune (Plenilunii lumina Austriaca Philippica).

## Naissances

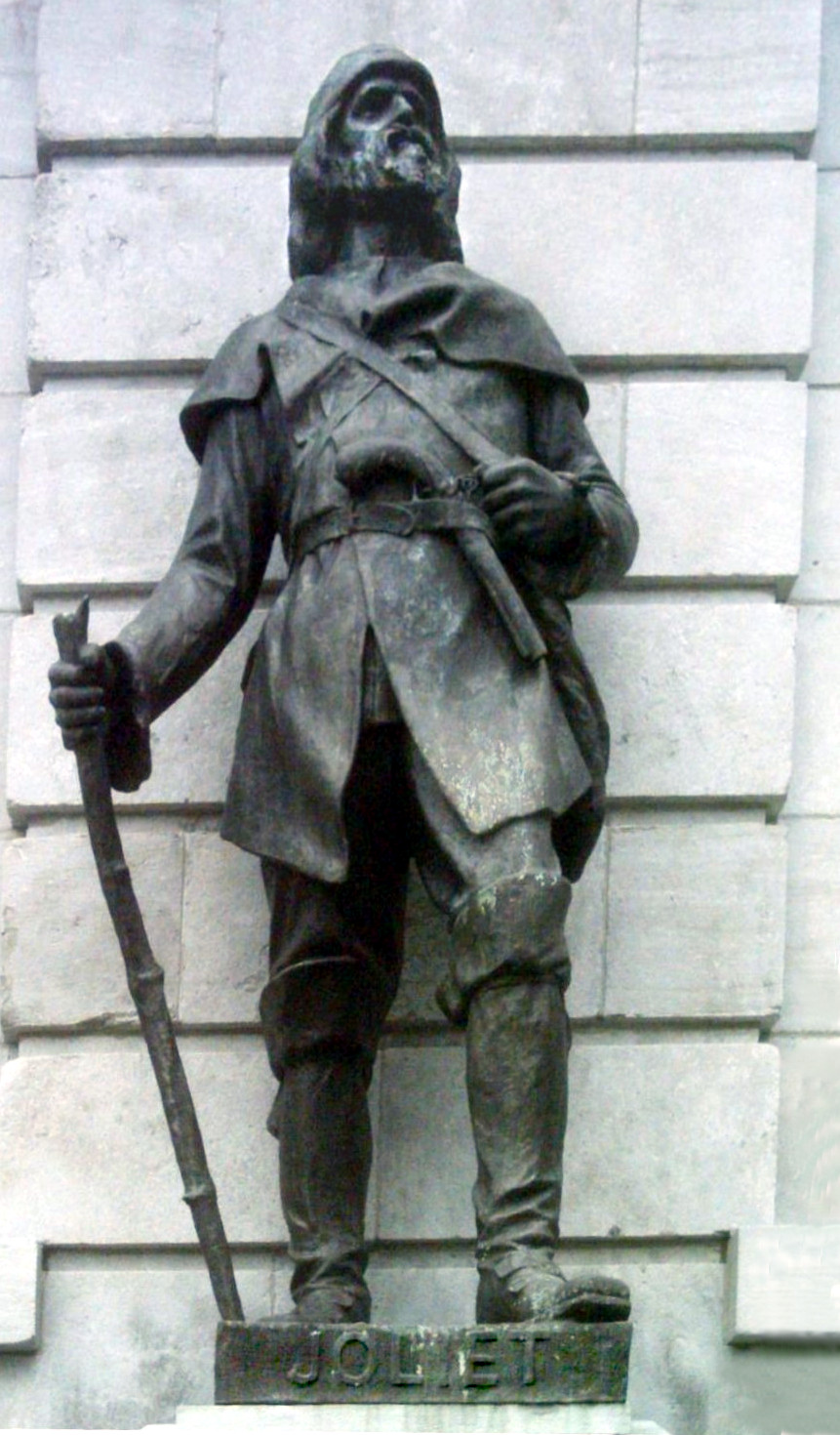
Louis Jolliet, devant l'hôtel du Parlement de Québec

- 21 septembre : Louis Jolliet († 1700), explorateur canadien.
- 17 novembre : Nicolas Lemery († 1715), chimiste français.

## Décès
- 24 janvier : Giovanni Branca (né en  1571), ingénieur et architecte italien.

- Vers 1645 : 
  - Jean Rey (né en 1583), chimiste français.
  - Jean du Châtelet (né vers 1578), minéralogiste français.
  - Ludovic Nunez (né en 1553), médecin flamand.

## Sources bibliographiques
- Maurice d'Ocagne, Le calcul simplifié, Gauthier-Villars et fils, 1893
- Jean Marguin, Histoire des instruments et machines à calculer, Hermann, 1994, 99 p. (ISBN 978-2-7056-6166-3)